# Cecima
Cecima é uma comuna italiana da região da Lombardia, província de Pavia, com cerca de 276 habitantes. Estende-se por uma área de 10 km², tendo uma densidade populacional de 28 hab/km². Faz fronteira com Brignano-Frascata (AL), Godiasco, Gremiasco (AL), Momperone (AL), Ponte Nizza, Pozzol Groppo (AL).

## Demografia
| Variação demográfica do município entre 1861 e 2011                               |
|                                                                                   |
| Fonte: Istituto Nazionale di Statistica (ISTAT) - Elaboração gráfica da Wikipedia |